# NGC 5720
NGC 5720 (również PGC 52328 lub UGC 9439) – galaktyka spiralna z poprzeczką (SBbc), znajdująca się w gwiazdozbiorze Wolarza. Odkrył ją Lewis A. Swift 24 czerwca 1887 roku. Jest to galaktyka z aktywnym jądrem typu LINER.